# Три товарища (фильм, 2006)
«Три товарища» — фильм о трёх друзьях, основанный на документальной съёмке, сделанной во время Первой чеченской войны жителем Грозного — Рамзаном Межидовым.

## Сюжет
На чеченской войне матери российских солдат ищут своих сыновей в охваченном огнём г. Грозном. Местные жители: дети, женщины и старики ютятся в подвале, пережидая штурм.
Студент медицинского института — Ислам Баширов приехал из Москвы на войну, чтобы спасать людей. Его друг Рамзан Межидов устроился на телевидение оператором. Рамзан погибает в результате точечной ракетной атаки, когда снимал колонну беженцев в 1999 году.
В 1995 году похоронен Руслан Хамхоев, оператор по профессии. Его арестовали по дороге домой к жене и сыну, а затем расстреляли.

## Дополнительная информация
У Рамзана Межидова была видеокамера. В начале 90-х Рамзан вернулся из армии и устроился работать на телевидение г. Грозного оператором. Снимал видео на работе, и в свободное время. Делал видеосъемку из собственного дома в новогоднюю ночь 1995. Он погиб в результате точечной ракетной атаки. Осталась искорёженная осколками снаряда видеокамера и несколько часов видео.
Видеоматериалы заботливо отреставрировала амстердамский режиссёр Маша Новикова. Получился двухсерийный фильм «Три товарища», о Рамзане и его двух школьных друзьях, о трёх судьбах. Ислам Баширов, единственный из «трёх товарищей» оставшийся в живых.

## Съёмочная группа
- Продюсеры: Имке Крайкен, Мария Новикова, Саша Урих
- Режиссёры: Мария Новикова
- Операторы: Рамзан Межидов, Мария Новикова
- Звук и музыка: Йиллис Моленаар

## В ролях
- Ислам Баширов
- Руслан Хамхоев
- Аминат Хамхоева
- Идрис Хамхоев
- Рамзан Межидов
- Лиза Межидова
- Мадина Межидова
- Сабина Межидова
- Мать, тётя, сестра и коллеги Рамзана Межидова

## Цитаты из фильма
Из старой кавказской песни
«Мужчины не плачут, а слезы от ветра.»
«Хоть и много в мире красивых городов, но нигде подобных не цветёт садов.»

## Награды
- 2006 в программе фестиваля «Amnesty International»[4].
- 2007 номинация на «Гран-при — документальный фильм (Программа „Мировое кино“)» кинофестиваля «Сандэнс».